# Campionati del mondo di atletica leggera indoor 2012 - 800 metri piani maschili
Gli 800 metri piani maschili si sono tenuti il 9 e l'11 marzo. Per qualificarsi al mondiale, bisognava fare 1'48"00 indoor o 1'45"00, e si sono qualificati in 32.

## Programma orario
| Data          | Tempo | Round      |
| ------------- | ----- | ---------- |
| 9 marzo 2012  | 10:10 | Batterie   |
| 10 marzo 2012 | 11:50 | Semifinali |
| 11 marzo 2012 | 16:20 | Finale     |

## Risultati

### Batterie
Si qualificano i primi 2 di ogni batterie più i migliori 6 tempi.
| Pos | Batt | Nome                     | Nazione                       | Tempo   | Note |
| --- | ---- | ------------------------ | ----------------------------- | ------- | ---- |
| 1   | 6    | Boaz Kiplagat Lalang     | Kenya (bandiera)              | 1:49.50 | Q    |
| 2   | 2    | Timothy Kitum            | Kenya (bandiera)              | 1:49.57 | Q    |
| 3   | 2    | Musaeb Abdulrahman Balla | Qatar (bandiera)              | 1:49.71 | Q    |
| 4   | 6    | Michael Rutt             | Stati Uniti (bandiera)        | 1:49.72 | Q    |
| 5   | 2    | Andrew Osagie            | Regno Unito (bandiera)        | 1:49.73 | q    |
| 5   | 4    | Joe Thomas               | Regno Unito (bandiera)        | 1:49.73 | Q    |
| 7   | 2    | Raphael Pallitsch        | Austria (bandiera)            | 1:49.78 | q    |
| 8   | 6    | Julius Mutekanga         | Uganda (bandiera)             | 1:49.81 | q    |
| 9   | 4    | Andreas Rapatz           | Austria (bandiera)            | 1:49.89 | Q    |
| 10  | 1    | Antonio Manuel Reina     | Spagna (bandiera)             | 1:50.02 | Q    |
| 10  | 4    | Rafith Rodríguez         | Colombia (bandiera)           | 1:50.02 | q    |
| 12  | 4    | Luis Alberto Marco       | Spagna (bandiera)             | 1:50.13 | q    |
| 13  | 1    | Adam Kszczot             | Polonia (bandiera)            | 1:50.14 | Q    |
| 14  | 3    | Jakub Holuša             | Rep. Ceca (bandiera)          | 1:50.49 | Q    |
| 15  | 3    | Mohammed Aman            | Etiopia (bandiera)            | 1:50.56 | Q    |
| 16  | 1    | Tevan Everett            | Stati Uniti (bandiera)        | 1:50.67 | q    |
| 17  | 3    | Ismail Ahmed Ismail      | Sudan (bandiera)              | 1:50.72 |      |
| 18  | 6    | Farkhod Kuralov          | Tagikistan (bandiera)         | 1:52.61 | NR   |
| 19  | 3    | Moussa Camara            | Mali (bandiera)               | 1:52.62 | NR   |
| 20  | 5    | Jan Van Den Broeck       | Belgio (bandiera)             | 1:52.65 | Q    |
| 21  | 5    | Marcin Lewandowski       | Polonia (bandiera)            | 1:52.67 | Q    |
| 22  | 5    | Jamaal James             | Trinidad e Tobago (bandiera)  | 1:52.71 |      |
| 23  | 2    | Brice Etes               | Monaco (bandiera)             | 1:52.93 |      |
| 24  | 5    | Vid Jakob Tršan          | Slovenia (bandiera)           | 1:53.64 |      |
| 25  | 3    | Halit Kiliç              | Turchia (bandiera)            | 1:54.06 |      |
| 26  | 6    | Dustin Emrani            | Israele (bandiera)            | 1:54.20 |      |
| 27  | 2    | Arnold Sorina            | Vanuatu (bandiera)            | 1:54.44 | NR   |
| 28  | 1    | Nimet Gashi              | Albania (bandiera)            | 1:54.70 |      |
| 29  | 1    | Gaylord Silly            | Seychelles (bandiera)         | 1:54.93 | NR   |
| 30  | 4    | Benjamín Enzema          | Guinea Equatoriale (bandiera) | 1:58.19 | NR   |
| 31  | 5    | Ashot Hayrapetyan        | Armenia (bandiera)            | 1:58.21 |      |
| 32  | 4    | Kieng Samorn             | Cambogia (bandiera)           | 1:59.14 | NR   |

### Semifinali
Si qualificano i primi due di ogni semifinale.
| Rank | Heat | Name                     | Nationality            | Time    | Notes |
| ---- | ---- | ------------------------ | ---------------------- | ------- | ----- |
| 1    | 3    | Jakub Holuša             | Rep. Ceca (bandiera)   | 1:47.23 | Q, SB |
| 2    | 3    | Adam Kszczot             | Polonia (bandiera)     | 1:47.90 | Q     |
| 3    | 1    | Mohammed Aman            | Etiopia (bandiera)     | 1:48.07 | Q     |
| 4    | 3    | Luis Alberto Marco       | Spagna (bandiera)      | 1:48.12 |       |
| 5    | 1    | Andrew Osagie            | Regno Unito (bandiera) | 1:48.13 | Q     |
| 6    | 3    | Andreas Rapatz           | Austria (bandiera)     | 1:48.15 |       |
| 7    | 1    | Timothy Kitum            | Kenya (bandiera)       | 1:48.22 |       |
| 8    | 1    | Antonio Manuel Reina     | Spagna (bandiera)      | 1:48.36 |       |
| 9    | 2    | Michael Rutt             | Stati Uniti (bandiera) | 1:48.88 | Q     |
| 10   | 2    | Jan Van Den Broeck       | Belgio (bandiera)      | 1:48.90 | Q     |
| 11   | 3    | Joe Thomas               | Regno Unito (bandiera) | 1:49.12 |       |
| 12   | 2    | Boaz Kiplagat Lalang     | Kenya (bandiera)       | 1:49.31 |       |
| 13   | 1    | Julius Mutekanga         | Uganda (bandiera)      | 1:49.32 |       |
| 14   | 2    | Raphael Pallitsch        | Austria (bandiera)     | 1:49.42 |       |
| 15   | 1    | Musaeb Abdulrahman Balla | Qatar (bandiera)       | 1:49.51 |       |
| 16   | 3    | Tevan Everett            | Stati Uniti (bandiera) | 1:49.57 |       |
|      | 2    | Rafith Rodríguez         | Colombia (bandiera)    | DNF     |       |
|      | 2    | Marcin Lewandowski       | Polonia (bandiera)     | DNF     |       |

### Finale
| Pos | Nome               | Nazione                | Tempo   | Note |
| --- | ------------------ | ---------------------- | ------- | ---- |
| 1   | Mohammed Aman      | Etiopia (bandiera)     | 1:48.36 |      |
| 2   | Jakub Holuša       | Rep. Ceca (bandiera)   | 1:48.62 |      |
| 3   | Andrew Osagie      | Regno Unito (bandiera) | 1:48.92 |      |
| 4   | Adam Kszczot       | Polonia (bandiera)     | 1:49.16 |      |
| 5   | Jan van den Broeck | Belgio (bandiera)      | 1:50.83 |      |
| 6   | Michael Rutt       | Stati Uniti (bandiera) | 1:51.47 |      |